# Morti nel 750
| Questa pagina contiene informazioni ricavate automaticamente dalle voci biografiche con l'ausilio del template Bio e di un bot. L'aggiornamento è periodico e automatico e ricostruisce completamente la pagina. Se manca una persona in questa lista, sei pregato di non aggiungerla, ma accertati piuttosto che la sua voce biografica contenga il template Bio e che i dati anagrafici siano correttamente compilati. Se il template Bio manca, inseriscilo tu stesso o, in alternativa, metti l'avviso {{tmp\|Bio}} che ne segnala la mancanza. Se i dati riportati sono sbagliati, correggi direttamente la voce biografica; le modifiche saranno visibili in questa lista entro pochi giorni. Per chiarimenti vedi il progetto biografie. La lista contiene solo le 8 persone che sono citate nell'enciclopedia e per le quali è stato implementato correttamente il template Bio. Pagina aggiornata al 10 ott 2024. |

- 25 gennaio - Ibrahim ibn al-Walid
- Frodulfo di Barjon, abate francese
- Grazioso, vescovo italiano
- Imelino di Vissenaeken, presbitero irlandese
- Irene, imperatrice bizantina
- Marwan II ibn Muhammad ibn Marwan, califfo (n. 688)
- Tha'laba ibn Salama al-Amili
- Abd al-Hamid ibn Yahyà, letterato arabo